# Slittino ai III Giochi olimpici giovanili invernali - Staffetta mista
Nello slittino ai III Giochi olimpici giovanili invernali di Losanna 2020 la gara della staffetta mista si è tenuta il 20 gennaio a Sankt Moritz, in Svizzera, sulla pista Olympia Bobrun St. Moritz–Celerina.
Sin dalla prima rassegna olimpica di Innsbruck 2012 la staffetta mista è composta da tre frazioni: singolo femminile, singolo maschile e  doppio; in quest'ultima disciplina la coppia la poteva essere interamente maschile o femminile, a discrezione della squadra partecipante.
Hanno preso parte alla competizione 52 atlete/i in rappresentanza di 17 differenti nazioni, divisi in 12 compagini e delle quali quattro erano costituite da atleti appartenenti a federazioni differenti; una di esse non si è presentata alla partenza. La medaglia d'oro è stata conquistata dalla squadra russa formata da Djana Loginova, Pavel Repilov, Michail Karnauchov e Jurij Čirva, davanti alla compagine tedesca composta da Merle Fräbel, Timon Grancagnolo, Moritz Jäger e Valentin Steudte, medaglia d'argento, e a quella lettone costituita da Justīne Maskale, Gints Bērziņš, Kaspars Rinks e Ardis Liepiņš, bronzo.

## Risultato
| Pos. | Pett.          | Atleti                                                                            | Nazione                      | Tempi delle frazioni     | Totale   | Distacco |
| ---- | -------------- | --------------------------------------------------------------------------------- | ---------------------------- | ------------------------ | -------- | -------- |
|      | 12-1 12-2 12-3 | Djana Loginova Pavel Repilov Michail Karnauchov / Jurij Čirva                     | Russia                       | 56"632 58"266 59"174     | 2'54"072 | –        |
|      | 13-1 13-2 13-3 | Merle Fräbel Timon Grancagnolo Moritz Jäger / Valentin Steudte                    | Germania                     | 56"598 58"812 59"212     | 2'54"622 | +0"550   |
|      | 11-1 11-2 11-3 | Justīne Maskale Gints Bērziņš Kaspars Rinks / Ardis Liepiņš                       | Lettonia                     | 57"477 57"908 59"569     | 2'54"954 | +0"302   |
| 4    | 10-1 10-2 10-3 | Kailey Allan Alex Gufler Caitlin Nash / Natalie Corless                           | Canada/ Italia               | 57"718 59"918 1'00"991   | 2'57"627 | +3"555   |
| 5    | 2-1 2-2 2-3    | Ioana-Corina Buzatoiu Darius Lucian Serban Mircea-Razvan Turea / Sebastian Motzca | Romania                      | 57"941 1'00"016 1'00"325 | 2'58"282 | +4"210   |
| 6    | 4-1 4-2 4-3    | Julianna Tunyc'ka Oleh-Roman Pylypiv Vadym Mykyievyč / Bohdan Babura              | Ucraina                      | 57"766 59"748 1'01"230   | 2'58"744 | +4"672   |
| 7    | 9-1 9-2 9-3    | McKenna Mazlo Matthew Greiner Maya Chan / Reannyn Weiler                          | Stati Uniti                  | 58"047 59"955 1'01"177   | 2'59"179 | +5"107   |
| 8    | 6-1 6-2 6-3    | Ella Cox Hunter Burke Yang Shih-hsun / Yeh Meng-jhe                               | Nuova Zelanda/ Taipei cinese | 59"137 1'00"747 1'01"061 | 3'00"945 | +6"873   |
| 9    | 8-1 8-2 8-3    | Anna Bryk Marcin Kiełbasa Kacper Imiołek / Łukasz Maćkała                         | Polonia                      | 58"970 1'02"947 1'00"868 | 3'02"785 | +8"713   |
| 10   | 3-1 3-2 3-3    | Anna Čežíková Jakub Vepřovský Markéta Nováková / Anna Vejdělková                  | Rep. Ceca                    | 59"352 1'02"086 1'02"126 | 3'03"564 | +9"492   |
| 11   | 1-1 1-2 1-3    | Yuki Ishikawa Marius Goncear Adriana Adam / Aliona Busuioc                        | Moldavia/ Giappone           | 59"947 1'02"221 1'03"587 | 3'05"755 | +11"683  |
| '    | 5-1 5-2 5-3    | Ema Kovačič Bao Zhenyu Lovro Kovačič / Tian Badžukov                              | Slovenia/ Cina               | DNS                      | -        | -        |
| '    | 7-1 7-2 7-3    | Nikola Trembošová David Lihoň Vratislav Varga / Metod Majerčák                    | Slovacchia                   | DSQ                      | -        | -        |

Data: Lunedì 20 gennaio 2020

Ora locale: 09:30

Pista: Olympia Bobrun St. Moritz–Celerina

Legenda:
- Pos. = posizione
- Pett. = pettorale
- DNS = non partiti
- DSQ = squalificati
- in grassetto: miglior tempo di frazione